# Johann zu Solms
Johann zu Solms (Lich, 1464 – Alessandria d'Egitto, 31 ottobre 1483) è stato un conte tedesco.

## Biografia
Johann zu Solms era il figlio maggiore del conte Kuno zu Solms. Fu fidanzato con Elisabeth von Pfalz-Zweibrücken (1469-1500) nel 1482. 
Nel 1483 fu il capo di un pellegrinaggio in Terra santa, durante il quale, un suo compagno Bernhard von Breidenbach ne scrisse un reportage Peregrinatio in terram sanctam, che apparve nel 1486 inizialmente in latino e subito dopo fu tradotto nelle lingue volgari. Durante il viaggio di ritorno, morì il 31 ottobre 1483 ad Alessandria d'Egitto e fu sepolto nella chiesa di San Michele.
Alla sua morte, la successione cadde a suo fratello minore Philip von Solms-Lich (1468-1544). La sua fidanzata fu promessa in sposa al conte Giovanni Luigi di Nassau-Saarbrücken nel 1487.